# داویت بجانیان (مجسمه‌ساز)
داویت هوهانسی بجانیان (ارمنی: Դավիթ Հովհաննեսի Բեջանյան؛  ۹ ژانویهٔ ۱۹۴۴ – ۲۱ فوریهٔ ۲۰۱۱) یک مجسمه‌سازی موسیقی‌دان اهل ارمنستان است. وی بین سال‌های - تا - میلادی فعالیت می‌کرد.

## زندگی‌نامه
وی در ۹ ژانویهٔ ۱۹۴۴ در ایروان به دنیا آمد و از مدرسه موسیقی چایکوفسکی ایروان (۱۹۶۰)، کالج دولتی هنرهای زیبای پانوس ترلمزیان انستیتو دولتی هنری و نمایشی ایروان فارغ‌التحصیل شد. وی همچنین برندهٔ جوایزی همچون چهره هنری شایسته جمهوری ارمنستان شده است. وی در انستیتو دولتی هنری و نمایشی ایروان فعالیت می‌کرد. وی عضو اتحادیه نقاشان ارمنستان بود. وی در ۲۱ فوریهٔ ۲۰۱۱ در سن ۶۷ سالگی در ایروان درگذشت.

## نگارخانه

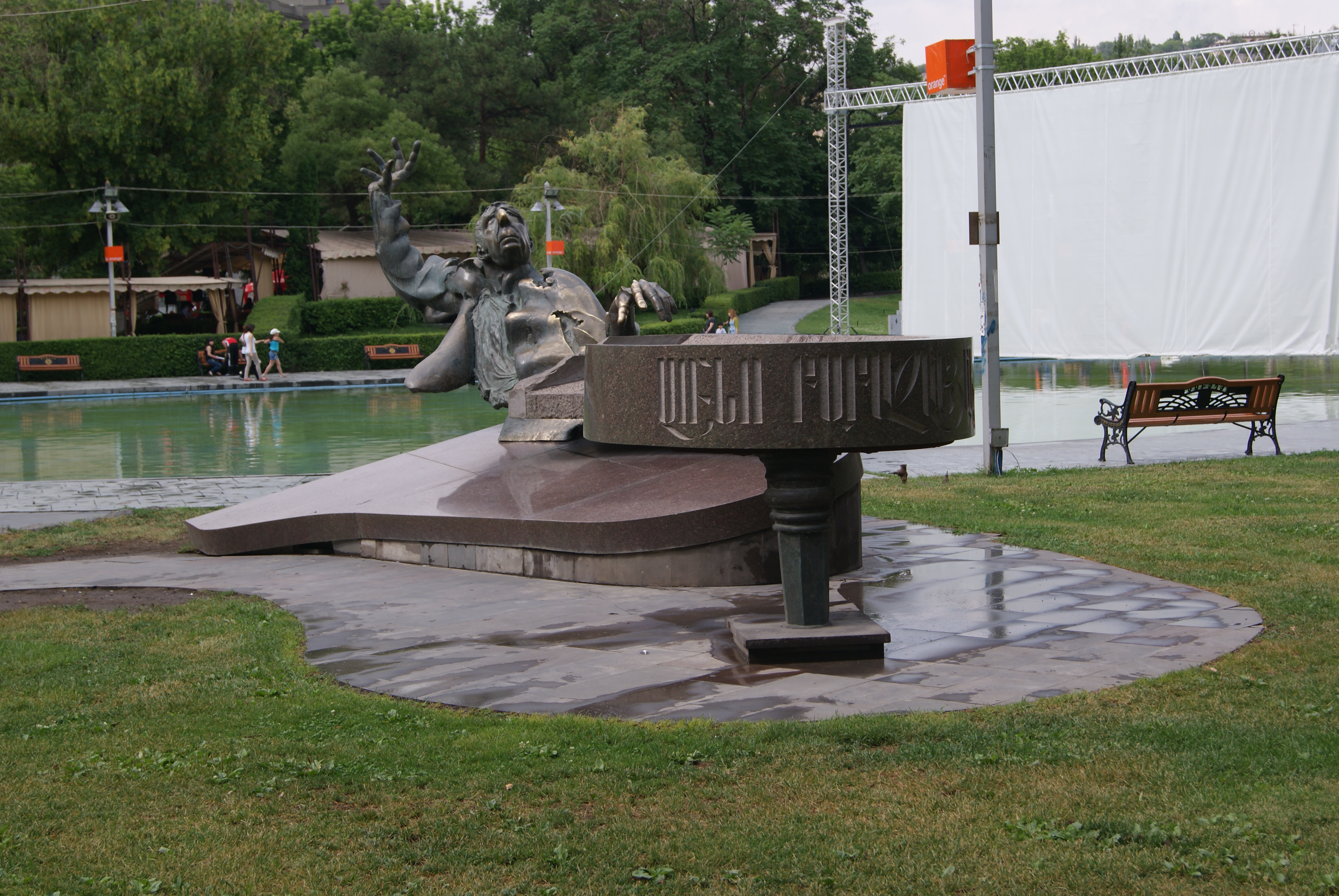
مجسمه یادبود آرنو باباجانیان ایروان
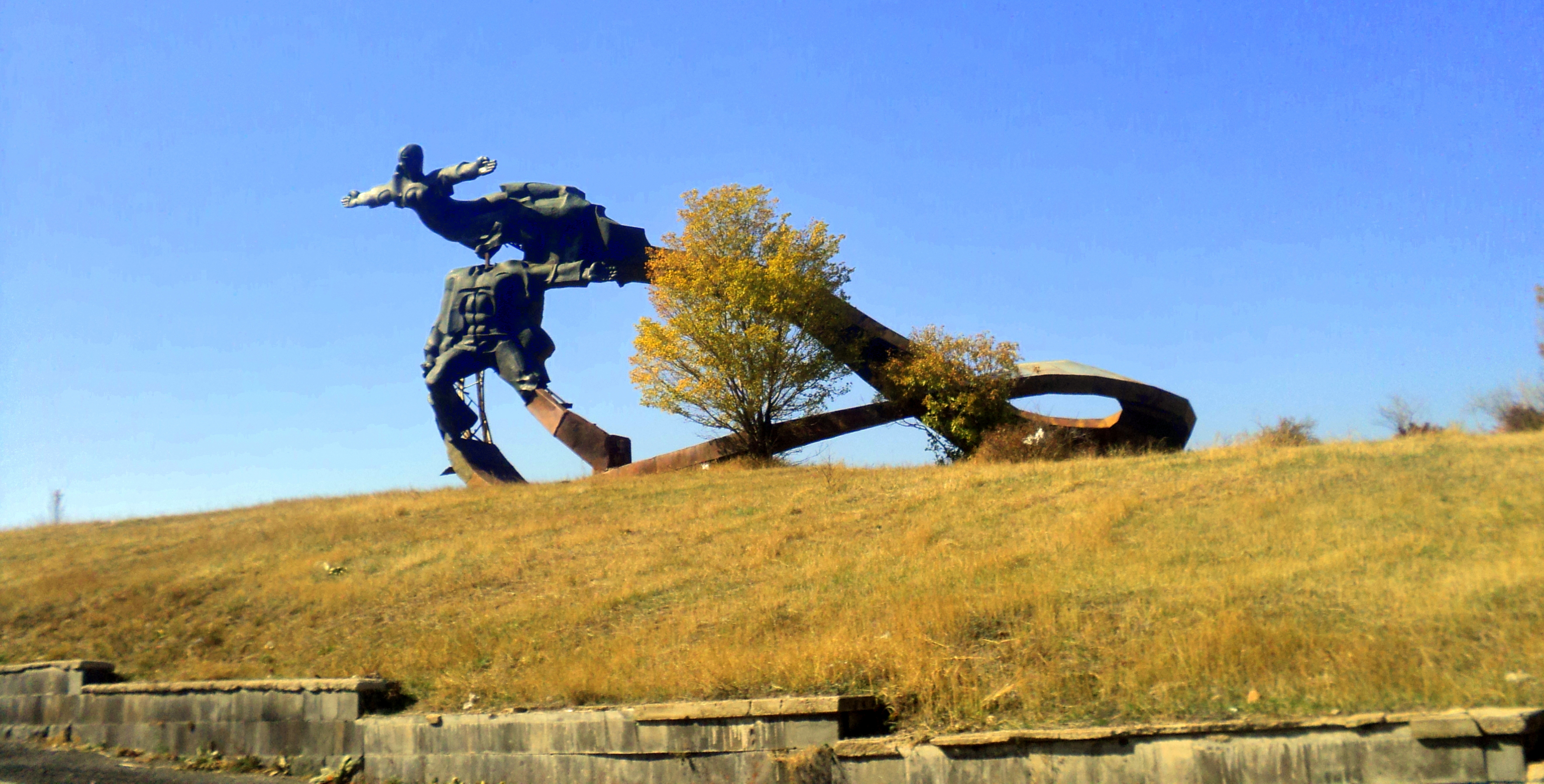
«Հավերժության ժապավեն» (Երևան-Սևան խճուղի, 1979)
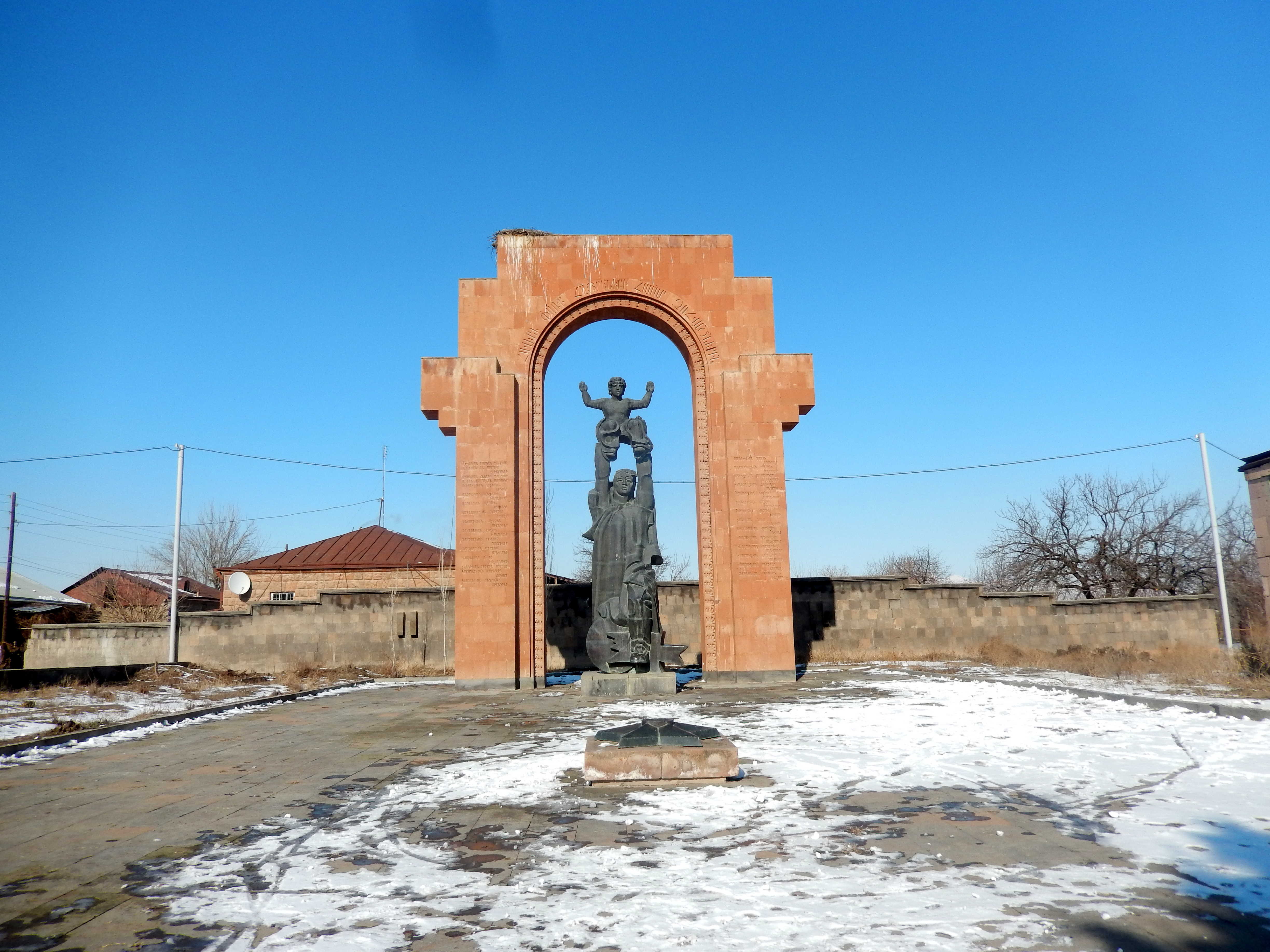
Երկրորդ աշխարհամարտում զոհվածների հուշարձան Արմավիրի մարզի Նոր Արտագերս գյուղում, քանդակագործ՝ Դավիթ Բեջանյան, ճարտարապետ.՝ Ս. Մկրտչյան

## یادداشت
1. ↑  Էմմի, Արա Բեջանյան